# خديجة ثقفي
خديجة ثقفي (بالفارسية: خدیجه ثقفی) (1913 – 21 مارس 2009) زوجة روح الله الخميني زعيم الثورة الإسلامية الإيرانية عام 1979 وهي تُعرف بأم الثورة الإسلامية الإيرانية
تزوجت الخميني عام 1929 وانجبت سبعة أطفال خلال حياتها، وبقي خمسة على قيد الحياة أثناء مرحلة الطفولة، ابنها مصطفى توفي في العراق عام 1977 بينما الابن الثاني أحمد توفي جراء سكتة قلبية في عام 1995 في سن الخمسين
توفيت خديجة ثقفي في 21 مارس 2009 في طهران بعد صراع طويل مع المرض عن عمر يناهز ال 95، وقد حضر آلاف الأشخاص الجنازة لها، بما في ذلك المرشد الأعلى لإيران آية الله علي خامنئي والرئيس محمود أحمدي نجاد. حيث دفنت إلى جانب زوجها ضريح روح الله الخميني.

## انظر ايضاً
- نصرت الأمين